# Municipio 1 White Oak
El municipio 1 White Oak (en inglés: Township 1, White Oak) es un municipio ubicado en el  condado de Jones en el estado estadounidense de Carolina del Norte. En el año 2010 tenía una población de 2.038 habitantes.

## Geografía
El municipio 1 White Oak se encuentra ubicado en las coordenadas 34°53′18.03″N 77°11′54.57″O / 34.8883417, -77.1984917.